# Марцани, Карло
Карл Альдо Марцани (итал. Carl Aldo Marzani, 4 марта 1912 — 11 декабря 1994) — итальянско-североамериканский левый политический деятель, переводчик, журналист, документалист.

## Биография
В гражданской войне в Испании сражался на стороне республиканцев в составе анархистской колонны Дурутти. Затем возобновил учёбу в Оксфорде и вступил в Коммунистическую партию Великобритании. Во время Второй мировой войны работал в УСС и, в том числе, подбирал цели для рейда Дулитла. В 1947 году за сокрытие своего членства в Коммунистической партии США при зачислении в УСС был осуждён к 36 месяцам заключения, из которых отбыл 32. За попытку передать из тюрьмы рукопись работы, осуждающей президента Трумена как зачинщика холодной войны, на семь месяцев заключён в одиночную камеру.
Один из первых переводчиков работ Антонио Грамши на английский язык, автор мемуаров.

## Книги
- The Open Marxism of Antonio Gramsci. Cameron Associates, 1957